# بطولة الأمم الست 2004
بطولة الأمم الستة 2004 (بالإنجليزية: 2004 Six Nations Championship)‏ هو الموسم 110 من  بطولة الأمم الستة. أقيم خلال الفترة 14 فبراير 2004 وحتى 27 مارس 2004، وكان عدد الأندية المشاركة فيه  6، وفاز فيه منتخب فرنسا الوطني لاتحاد الرغبي.